# Павлоградський міський ліцей
Павлогра́дський міський ліцей (колишня середня школа №10) — україномовний навчальний заклад І-III ступенів акредитації у місті Павлоград Дніпропетровської області. Краща школа міста, входить до ТОП 3 [Архівовано 18 вересня 2021 у Wayback Machine.] найкращих шкіл області за результатами ЗНО 2021

## Загальні дані
Павлоградський міський ліцей розташований за адресою: вул. Західнодонбаська, 29-а, місто Павлоград (Дніпропетровська область)—51400, Україна[2].
Заклад має профільні класи з поглибленним вивченням: фізики, математики (фізико-математичний)  та профілі іноземної філології (українська, англійська мови).
Школа є однією з найсучасніших у області.
Директор закладу — Котенко Юлія Григорівна вчитель біології вищої категорії звання "Вчитель-методист"

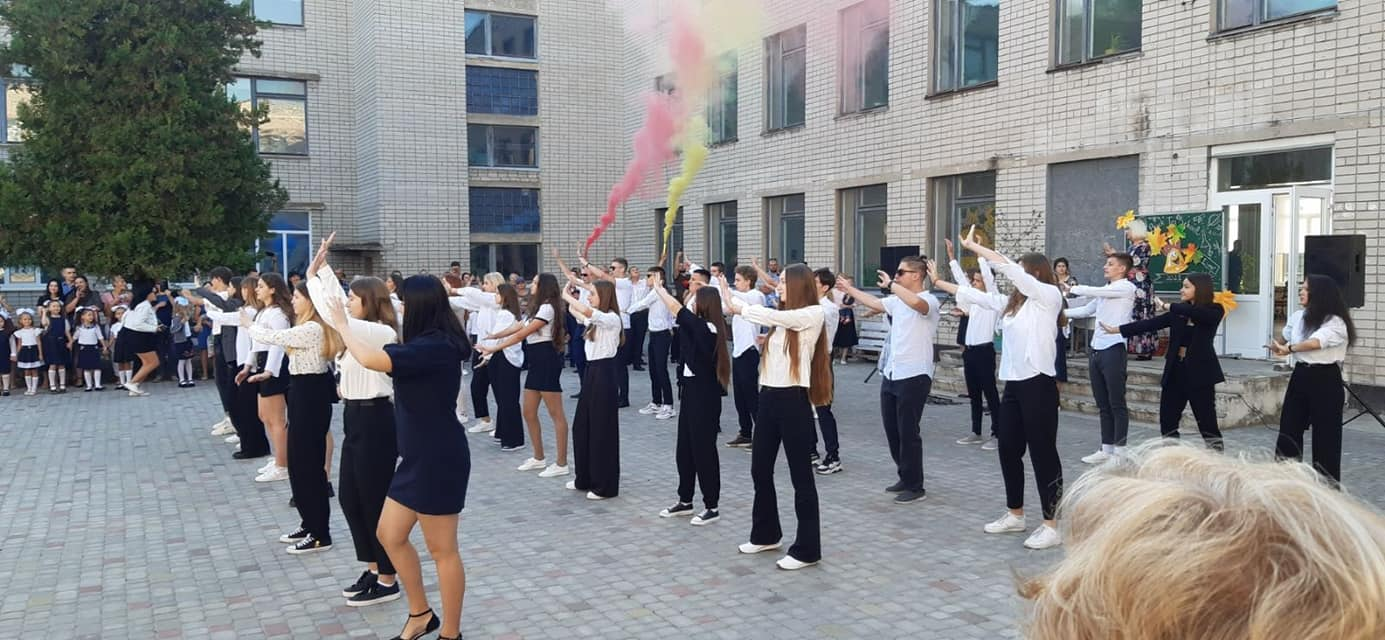
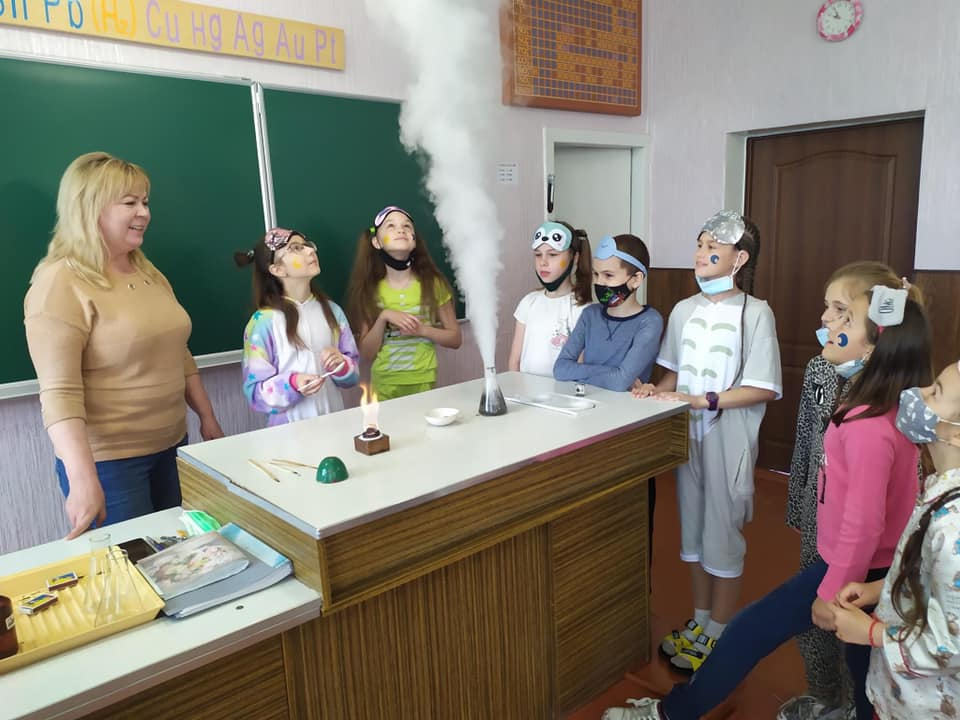
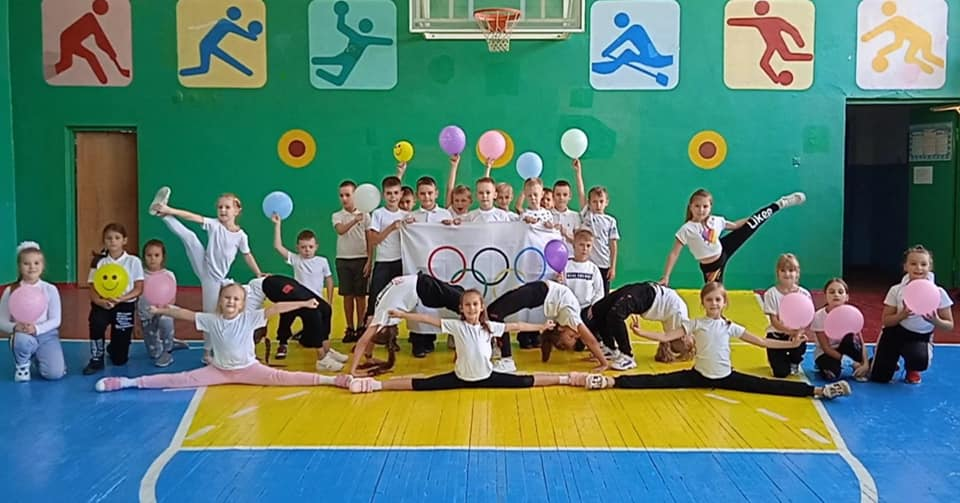
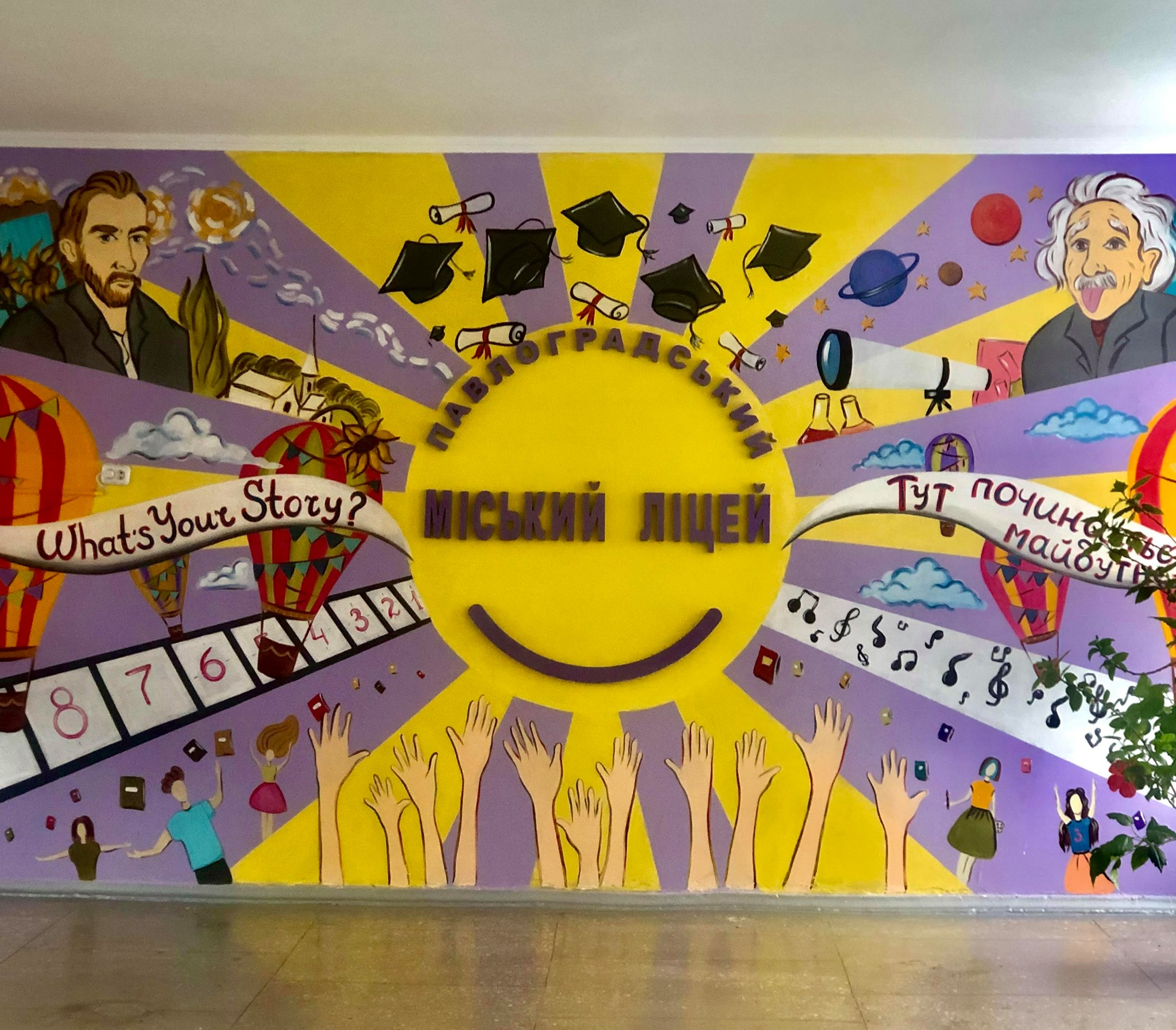

Мова викладання — українська.

## Історія
Павлоградський міський ліцей створено в 1999 році. Навчання ведеться за двома профілями: фізико-математичному та іноземної філології.
У 2003 році ліцей знову зазнає змін. Рішенням міськвиконкому Павлоградський міський ліцей і СШ № 10 об'єднуються в навчально-виховний комплекс № 10. За два роки існування НВК № 10 змінюється не тільки матеріально-технічна база, а й підвищується якість навчання учнів: був обладнаний комп'ютерний клас типу 8+1 за кошти батьків та спонсорів і навчальний заклад за результатами міських олімпіад перемістився з 13 місця на друге. Випускники ліцею 100% вступають до вищих навчальних закладів, із них 80% вступають на бюджетні місця. У 2001 році депутат Верховної Ради Тігіпко Сергій Леонідович подарував ліцею 5 комп'ютерів. На початок 2003/2004 навчального року кількість комп'ютерів в ліцеї досягла 18 штук.
У 2003 році НВК № 10 приймає статус Павлоградського міського ліцею.
З 2004 року в початковій школі введено експериментальне навчання за програмою «Росток». З другого класу розпочинається вивчення інформатики за програмами «Сходинки до інформатики» та «Інформатика в іграх та задачах».

## Сучасність
Для підвищення ефективності засвоєння учнями знань впроваджується в освітньо-виховний процес сучасні новітні технології навчання, які опираються на вікові, індивідуальні особливості природного розвитку дитини, використовують творчу обдарованість, дитячу уяву, ігровий потенціал дітей тощо.
У закладі діє власна телестудія - "Дитяча телестудія Liceum TV [Архівовано 18 вересня 2021 у Wayback Machine.]", де кожен учень ліцею може випробувати себе у ролі журналіста, оператора або монтажера.
У 2019 році було створено надсучасний кабінет робототехніки, у якому містяться: 3D принтер, лазерний різак, схеми для створення розумного дому та ін. 
Викладання інформатики та спецкурсів здійснюється в трьох сучасних комп'ютерних класах, які налічують понад 50 комп'ютерів. Ліцей є опорною школою в місті по впровадженню інформаційно-комунікаційних технологій в навчально-виховний процес. Тому ця проблема і була взята за основу для створення школи майбутнього.
На базі ліцею створено центр по проведенню тренінгів для вчителів міста за програмами: «Intel — навчання для майбутнього» та «Microsoft. Партнерство в навчанні», а також постійно діючі курси для вчителів інформатики.
Також на базі ліцею проходить апробація 46 програмних засобів з різних навчальних предметів і вже напрацьовані методичні рекомендації по впровадженню цих засобів.

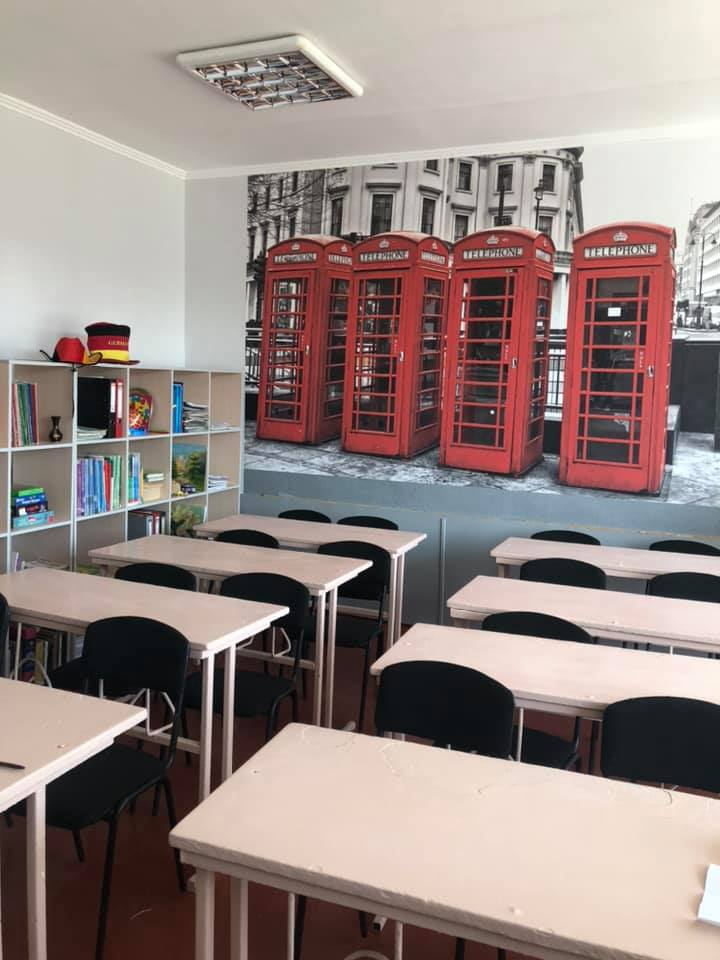
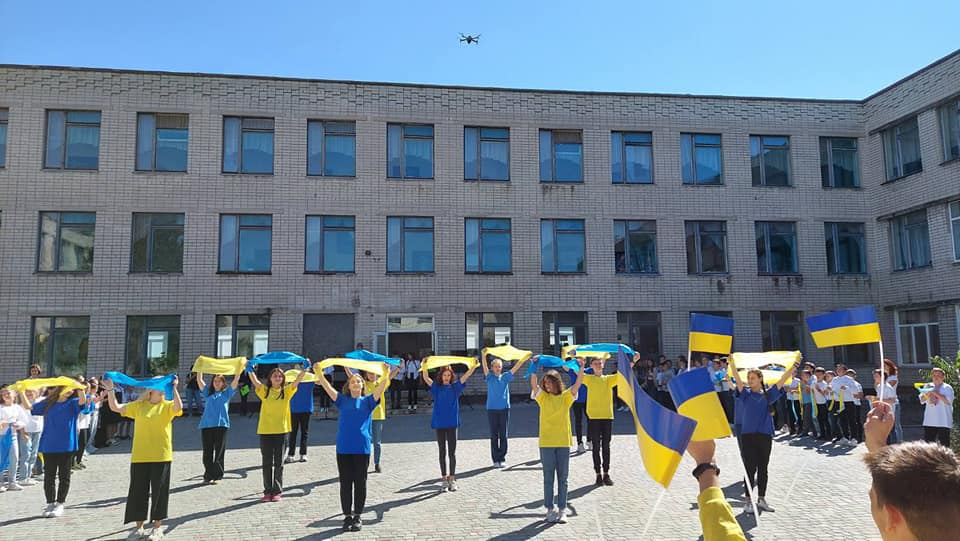
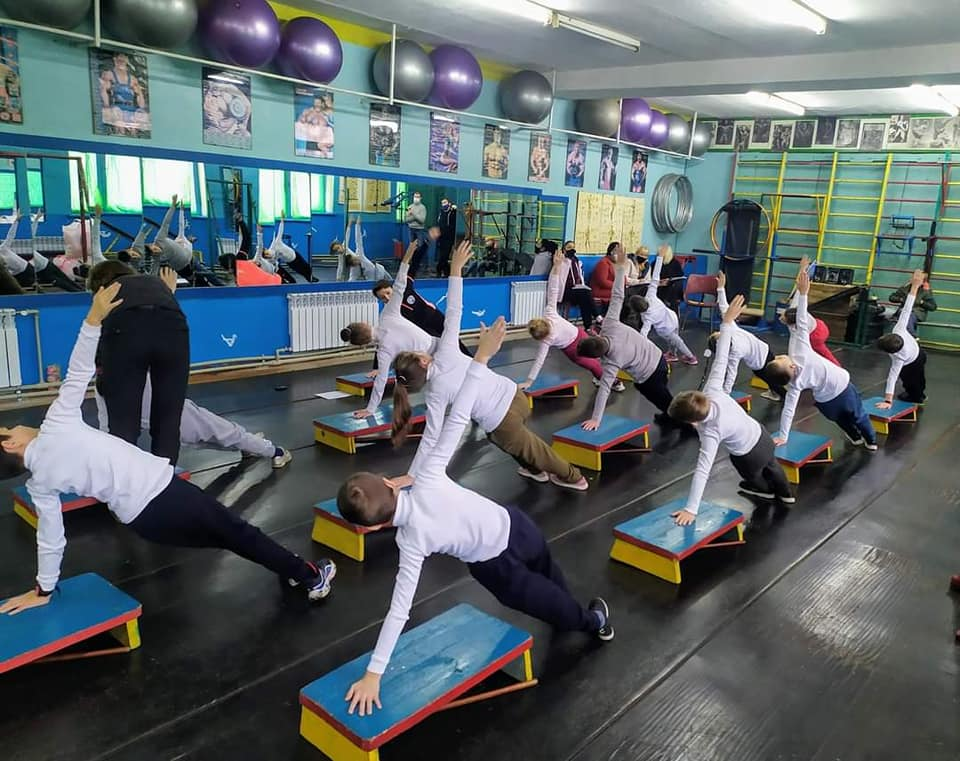

## Джерело-посилання
- Ліцей на сайті відділу освіти Павлоградської міської ради [Архівовано 20 липня 2010 у Wayback Machine.]
- https://pvml.dnepredu.com [Архівовано 18 вересня 2021 у Wayback Machine.]